# Mydas rubidapex
Mydas rubidapex är en tvåvingeart som först beskrevs av Christian Rudolph Wilhelm Wiedemann 1831.  Mydas rubidapex ingår i släktet Mydas och familjen Mydidae. Inga underarter finns listade i Catalogue of Life.